# Văn phòng Quân ủy Trung ương Trung Quốc
Văn phòng Quân ủy Trung ương Trung Quốc (chữ Hán: 中央军委办公厅), tiền thân là Văn phòng Bộ Quốc phòng Quân Giải phóng Nhân dân Trung Quốc là một trong 15 cơ quan trực thuộc Quân ủy Trung ương Trung Quốc, phụ trách công tác văn phòng cho Quân ủy Trung ương.

## Lịch sử
Trước năm 2016, tiền thân là Văn phòng Bộ Quốc phòng Trung Quốc.
Từ ngày 11 tháng 1 năm 2016, Đảng Cộng sản Trung Quốc tiến hành cải cách cơ cấu, tổ chức của Quân Giải phóng Nhân dân Trung Quốc trong đó thay thế Văn phòng Bộ Quốc phòng Trung Quốc thành Văn phòng trực thuộc Quân ủy Trung ương Trung Quốc

## Lãnh đạo hiện nay
- Chánh Văn phòngː Trung tướng Chung Thiệu Quân

## Tổ chức
- Văn phòng Ủy ban Quân sự Trung ương Trung Quốc
- Ban Thư ký Quân ủy Trung ương
- Cục Văn thư Lưu trữ
- Cục Công tác Chính trị